# Chinouk Thijssen
Chinouk Thijssen (Rotterdam, 30 juni 1983) is een Nederlandse schrijfster van jeugd- en kinderboeken.

## Levensloop
Chinouk Thijssen had al enkele boeken in eigen beheer uitgegeven voordat zij in 2017 een contract kreeg bij Clavis. In 2018 werd haar eerste Young Adult-thriller bij deze uitgeverij gepubliceerd. In 2021 verscheen haar eerste kinderboek voor 9 jaar en ouder. In 2022 won zij de Prijs van de Jonge Jury voor haar thriller Gegijzeld.
Van haar boek Fataal spel zijn de filmrechten verkocht aan Glimlach Media.
Tijdens de Boekenweek van Jongeren 2022 was Thijssen een van de auteurs van 3PAK, de gratis geschenkbundel.
Samen met de schrijvers Pamela Sharon, Astrid Boonstoppel en Laura Diane maakt zij de podcast I Write Better Than I talk.

## Prijzen en nominaties
- 2022 Prijs van de Jonge Jury voor Gegijzeld
- 2021 Nominatie Prijs van de Jonge Jury voor Je hebt één nieuwe volger (shortlist)